# Xenocylapus
Xenocylapus is een geslacht van wantsen uit de familie van de Miridae (Blindwantsen). Het geslacht werd voor het eerst wetenschappelijk beschreven door Ernst Evald Bergroth in 1922.

## Soorten
Het genus bevat de volgende soorten:

- Xenocylapus aculeatus Wolski, 2015
- Xenocylapus aquilonius Wolski, 2015
- Xenocylapus bicolor Wolski, 2015
- Xenocylapus boogertorum van Doesburg, 1985
- Xenocylapus brasiliensis Carvalho, 1988
- Xenocylapus globulus Wolski, 2015
- Xenocylapus heissi Wolski, 2015
- Xenocylapus nervosus Bergroth, 1922
- Xenocylapus panamaensis Wolski, 2015
- Xenocylapus serrulatus Wolski, 2015
- Xenocylapus tenuis Wolski, 2015
- Xenocylapus waorani Wolski, 2015